# Peganum harmala
La ruta siriana (Peganum harmala L., 1753) è una pianta della famiglia Nitrariaceae, originaria della regione orientale dell'India.

## Descrizione

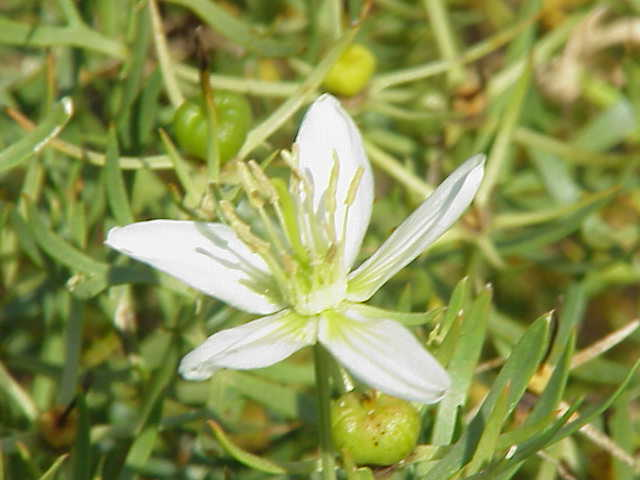
Fiore di Peganum harmala

È una pianta succulenta perenne. Diventa legnosa con il tempo e cresce fino a 30-60cm. Presenta foglie lunghe circa 5 cm e leggermente divise. I fiori sono bianchi, a 5 petali,e danno vita a 2-4 capsule cavitate di circa 1 cm di diametro.

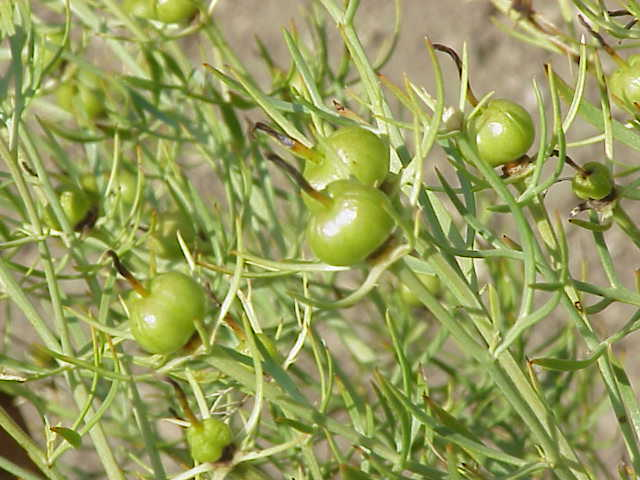
Il frutto
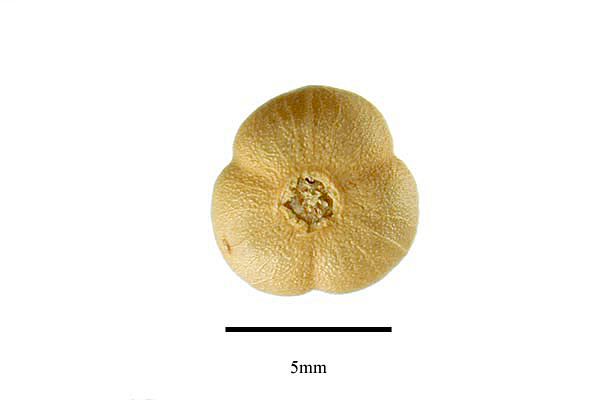
Capsula contenente i semi
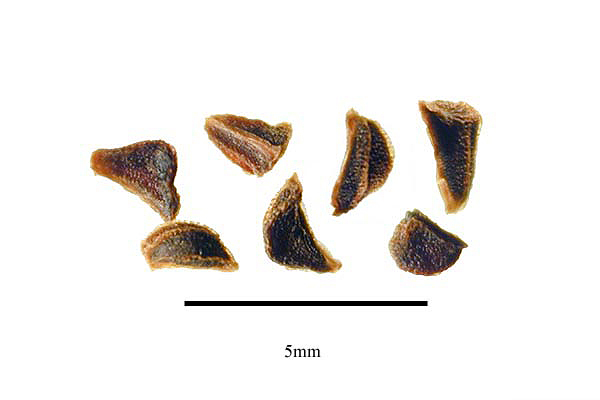
Semi

## Distribuzione e habitat
La specie è originaria della regione orientale dell'India.
Cresce anche negli Stati Uniti come pianta invasiva in Arizona, California, Montana, Nuovo Messico, Nevada, Oregon, Texas e Washington.
È raramente trovabile in Italia nella Puglia e in Sardegna.
Si può trovare anche nelle regioni aride dell'Africa settentrionale e dell'Asia.

## Proprietà
I semi e le radici contengono alcaloidi quali l'armina (0.44-1,84%), l'armalina (0,25% -0,79%) e la tetraidroarmina. Questi alcaloidi agiscono da MAO-inibitori, ovvero impediscono la degradazione di alcune molecole nello stomaco quali la psilocibina o la DMT, potenziando gli effetti sul corpo umano della prima e permettendo quelli della seconda, che altrimenti sarebbero pressoché nulli.

## Usi

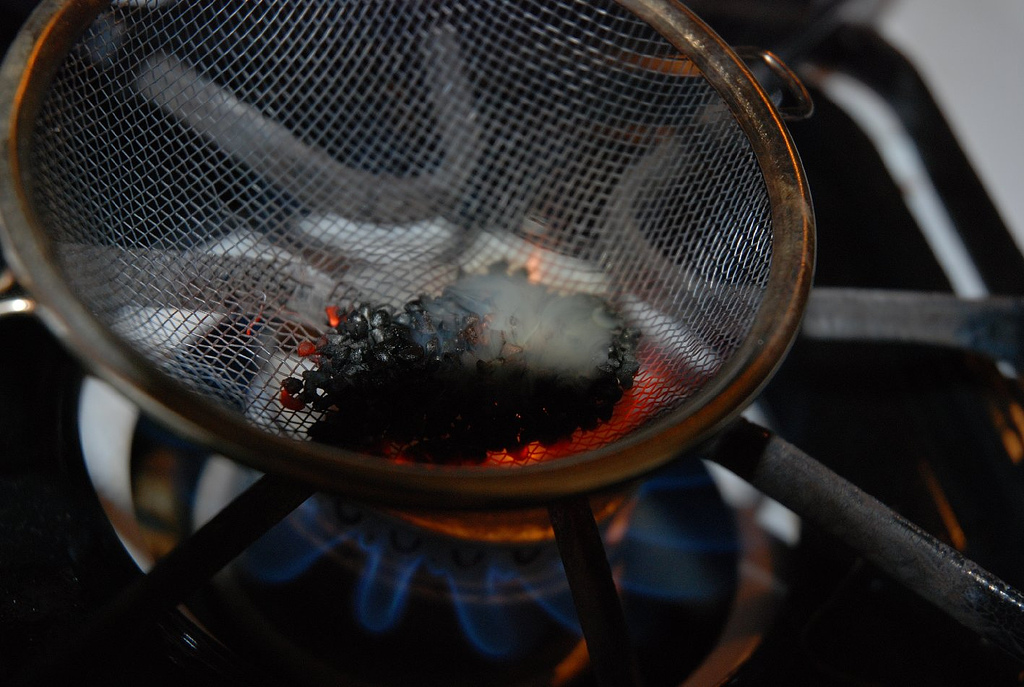
Semi riscaldati su fiamma come incenso

I semi secchi miscelati con altri ingredienti sono posti su del carbone, dove esplodono con piccoli rumori, sprigionando un fumo profumato.

Gli steli, le radici e i semi possono essere utilizzati per realizzare inchiostri, coloranti per tappeti e lana, e tatuaggi.

Il preparato ottenuto dalla combinazione di un MAO-inibitore con una pianta contenente DMT è chiamato Anahuasca (dall'inglese Analogue of Ayahuasca, ossia un analogo dell'Ayahuasca), Peganum harmala è stata spesso utilizzata per la preparazione di questo infuso.